# Sovjet-Unie op de Olympische Zomerspelen 1968
De Sovjet-Unie nam deel aan de Olympische Zomerspelen 1968 in Mexico-Stad. Net als bij de vorige editie eindigde het op de tweede plaats in het medailleklassement, achter de Verenigde Staten.

## Medailles
| Sport            | Olympiër | Discipline               | Medaille |
| ---------------- | --- | ------------------------ | -------- |
| Atletiek         | Vladimir Goloebnitsji | 20km snelwandelen (m)    | Goud     |
| Atletiek         | Viktor Sanjejev | hink-stap-springen (m)   | Goud     |
| Atletiek         | Jānis Lūsis | speerwerpen (m)          | Goud     |
| Boksen           | Valerian Sokolov | -54kg (m)                | Goud     |
| Boksen           | Boris Lagoetin | -71kg (m)                | Goud     |
| Boksen           | Danas Pozniakas | -81kg (m)                | Goud     |
| Gewichtheffen    | Viktor Koerentsov | -75kg (m)                | Goud     |
| Gewichtheffen    | Boris Selitski | -82,5kg (m)              | Goud     |
| Gewichtheffen    | Leonid Zjabotinski | -90kg (m)                | Goud     |
| Kanovaren        | Aleksandr Sjaparenko Vladimir Morozov | K-2 1000m (m)            | Goud     |
| Kanovaren        | Ljoedmila Pinajeva-Chvedosjoek | K-1 500m (v)             | Goud     |
| Paardensport     | Ivan Kizimov | dressuur individueel     | Goud     |
| Roeien           | Anatoli Sass Aleksandr Timosjinin | dubbel-twee (m)          | Goud     |
| Schermen         | Mark Rakita Vladimir Naslimov Edoeard Vinokoerov Viktor Sidjak Oemjar Mavlichanov | sabel team (m)           | Goud     |
| Schermen         | Jelena Novikova | floret (v)               | Goud     |
| Schermen         | Aleksandra Zabelina Jelena Novikova Galina Gorochova Tatjana Samoesenko Svetlana Tsjirkova | floret team (v)          | Goud     |
| Schietsport      | Grigori Kosysj | 50m pistool              | Goud     |
| Schietsport      | Jevgeni Petrov | skeet                    | Goud     |
| Turnen           | Mikhail Voronin | sprong (m)               | Goud     |
| Turnen           | Mikhail Voronin | rekstok (m)              | Goud     |
| Turnen           | Zinaida Voronina Natalja Koetsjinskaja Larissa Petrik Olga Karasjova Ljoedmila Toerisjtsjeva Ljoebov Boerda | meerkamp team (v)        | Goud     |
| Turnen           | Natalja Koetsjinskaja | balk (v)                 | Goud     |
| Turnen           | Larisa Petrik | vloer (v)                | Goud     |
| Volleybal        | Ivans Bugajenkovs Yuriy Poyarkov Eduard Sibiryakov Oļegs Antropovs Volodymyr Byelyayev Volodymyr Ivanov Valeri Kravchenko Yevhen Lapinsky Vasilijus Matuševas Viktor Mikhalchuk Georgi Mondzolevski Borys Tereshchuk                       | zaal (m)                 | Goud     |
| Volleybal        | Lyudmila Buldakova Valentina Kamenek-Vinogradova Inna Ryskal Vera Galuskha-Duyunova Vera Lantratova Galina Leontyeva Lyudmila Mikhailovskaya Tatyana Ponyaneva-Tretyakova Roza Salikhova Tatyana Sarycheva Nina Smoleeva Tatyana Veinberga | zaal (v)                 | Goud     |
| Worstelen        | Roman Rurua | -63kg Grieks-Romeins (m) | Goud     |
| Worstelen        | Boris Goerevitsj | -87kg vrije stijl (m)    | Goud     |
| Worstelen        | Aleksandr Medved | +97kg vrije stijl (m)    | Goud     |
| Zeilen           | Valentin Mankin | finn klasse              | Goud     |
|                  | |                          |          |
| Atletiek         | Romuald Klim | kogelslingeren (m)       | Zilver   |
| Atletiek         | Antonina Okorokova | hoogspringen (v)         | Zilver   |
| Boksen           | Aleksej Kisseljov | -75kg (m)                | Zilver   |
| Boksen           | Jonas Čepulis | +81kg (m)                | Zilver   |
| Gewichtheffen    | Dito Sjanidze | -60kg (m)                | Zilver   |
| Gewichtheffen    | Vladimir Beljajev | -82,5kg (m)              | Zilver   |
| Gewichtheffen    | Jaan Talts | -90kg (m)                | Zilver   |
| Kanovaren        | Aleksandr Sjaparenko | K-1 1000m (m)            | Zilver   |
| Moderne vijfkamp | Pavel Lednjev Boris Onisjtsjenko Stasis Sjaparnis | team (m)                 | Zilver   |
| Paardensport     | Ivan Kizimov Ivan Kalita Jelena Petoesjkova | dressuur team            | Zilver   |
| Schermen         | Grigori Kriss | degen (m)                | Zilver   |
| Schermen         | Akeksej Nikantsjikov Grigori Kriss Viktor Modsalevski Josif Vitebski Joeri Smoljakov | degen team (m)           | Zilver   |
| Schermen         | Viktor Poetjatin Joeri Sjarov German Svesjnikov Joeri Sissikin Vasili Stankovitsj | floret team (m)          | Zilver   |
| Schermen         | Mark Rakita | sabel (m)                | Zilver   |
| Schietsport      | Valentin Kornev | 300m geweer 3 houdingen  | Zilver   |
| Schoonspringen   | Tamara Fedosova | 3m plank (v)             | Zilver   |
| Schoonspringen   | Natalja Koeznetsova | 10m toren (v)            | Zilver   |
| Turnen           | Mikhail Voronin Sergej Diomidov Viktor Klimenko Valeri Karasjov Viktor Lisitsky Valeri Iljinykh | meerkamp team (m)        | Zilver   |
| Turnen           | Mikhail Voronin | individuele meerkamp (m) | Zilver   |
| Turnen           | Mikhail Voronin | brug (m)                 | Zilver   |
| Turnen           | Mikhail Voronin | ringen (m)               | Zilver   |
| Turnen           | Zinaida Voronina | individuele meerkamp (v) | Zilver   |
| Waterpolo        | Vladimir Semyonov Givi Chikvanaia Boris Grisjin Leonid Osipov Aleksei Barkalov Oleg Bovin Aleksandr Dolgushin Yuri Grigorovsky Vadim Gulyaev Aleksandr Shidlovsky Vyacheslav Skok                                                          | mannen                   | Zilver   |
| Worstelen        | Vladimir Bakoelin | -52kg Grieks-Romeins (m) | Zilver   |
| Worstelen        | Valentin Olenik | -87kg Grieks-Romeins (m) | Zilver   |
| Worstelen        | Nikolai Jakovenko | -97kg Grieks-Romeins (m) | Zilver   |
| Worstelen        | Anatoli Rosjtsjin | +97kg Grieks-Romeins (m) | Zilver   |
| Worstelen        | Sjota Lomidze | -97kg vrije stijl (m)    | Zilver   |
| Zwemmen          | Vladimir Kosinski | 100m schoolslag (m)      | Zilver   |
| Zwemmen          | Vladimir Kosinski | 200m schoolslag (m)      | Zilver   |
| Zwemmen          | Semjon Belits-Geiman Viktor Mazanov Georgi Koelikov Leonid Iljitsjov | 4x100m vrije slag (m)    | Zilver   |
| Zwemmen          | Galina Prozoemensjtsjikova | 100m schoolslag (v)      | Zilver   |
|                  | |                          |          |
| Atletiek         | Nikolai Smaga | 20km snelwandelen (m)    | Brons    |
| Atletiek         | Valentin Gavrilov | hoogspringen (m)         | Brons    |
| Atletiek         | Eduard Gusjtsjin | kogelstoten (m)          | Brons    |
| Atletiek         | Natalja Petsjonkina | 400m (v)                 | Brons    |
| Atletiek         | Ljoedmila Zjarkova Galina Boekharina Vera Popkova Ljoedmila Ignatjeva | 4x100m (v)               | Brons    |
| Atletiek         | Valentina Kozyr | hoogspringen (v)         | Brons    |
| Atletiek         | Tatjana Talysjeva | verspringen (v)          | Brons    |
| Atletiek         | Nadezjda Tsjizjova | kogelstoten (v)          | Brons    |
| Basketbal        | Anatoli Krikun Modestas Paulauskas Zoerab Sakandelidze Vadim Kapranov Joeri Selichov Anatolij Polivoda Sergej Belov Priit Tomson Serhij Kovalenko Gennadi Volnov Jaak Lipso Vladimir Andrejev                                              | mannen                   | Brons    |
| Boksen           | Vladimir Moesalimov | -67kg (m)                | Brons    |
| Kanovaren        | Vitali Galkov | C-1 1000m (m)            | Brons    |
| Kanovaren        | Naum Prokoepets Michail Zamotin | C-2 1000m (m)            | Brons    |
| Kanovaren        | Ljoedmila Pinajeva-Chvedosjoek Antonina Seredina | K-2 500m (v)             | Brons    |
| Moderne vijfkamp | Pavel Lednjev | mannen                   | Brons    |
| Roeien           | Zigmas Joekna Antanas Bagdanavičius Vladimir Sterlik Juozas Jagelavičius Aleksandr Martysjkin Vytautas Briedis Valentin Kravtsjoek Viktor Soeslin Joeri Lorentson (stuurman)                                                               | acht (m)                 | Brons    |
| Schietsport      | Viktor Parkhimovitsj | 50m geweer 3 houdingen   | Brons    |
| Schietsport      | Renart Suleimanov | 25m snelvuurpistool      | Brons    |
| Turnen           | Mikhail Voronin | paard voltige (m)        | Brons    |
| Turnen           | Sergej Diomidov | sprong (m)               | Brons    |
| Turnen           | Viktor Klimenko | brug (m)                 | Brons    |
| Turnen           | Natalja Koetsjinskaja | individuele meerkamp (v) | Brons    |
| Turnen           | Natalja Koetsjinskaja | vloer (v)                | Brons    |
| Turnen           | Zinaida Voronina | sprong (v)               | Brons    |
| Turnen           | Zinaida Voronina | brug (v)                 | Brons    |
| Turnen           | Larissa Petrik | balk (v)                 | Brons    |
| Worstelen        | Ivan Kotsjergin | -57kg Grieks-Romeins (m) | Brons    |
| Zwemmen          | Nikolai Pankin | 100m schoolslag (m)      | Brons    |
| Zwemmen          | Vladimir Boere Semjon Belits-Geiman Georgi Koelikov Leonid Iljitsjov | 4x200m vrije slag (m)    | Brons    |
| Zwemmen          | Joeri Gromak Vladimir Kosinski Vladimir Nemsjilov Leonid Iljitsjov | 4x100m wisselslag (m)    | Brons    |
| Zwemmen          | Galina Prozoemensjtsjikova | 200m schoolslag (v)      | Brons    |

## Deelnemers en resultaten

### Atletiek
| Olympiër                                                                                                 | Discipline               | Resultaat | Prestatie |
| --- | ------------------------ | --------- | --- |
| Aleksey Khlopotnov                                                                                       | 100m (m)                 | 33e       | serie 4: 4de in 10,49 |
| Vladislav Sapeya                                                                                         | 100m (m)                 | 32e       | serie 8: 4de in 10,46 kwartfinale 1: 8ste in 10,51 |
| Yevgeny Sinyayev                                                                                         | 100m (m)                 | 38e       | serie 3: 4de in 10,56 |
| Nikolay Ivanov                                                                                           | 200m (m)                 | 14e       | serie 7: 3de in 20,78 kwartfinale 3: 4de in 20,90 halve finale 1: 7de in 20,89 |
| Valentin Maslakov                                                                                        | 200m (m)                 | 19e       | serie 1: 5de in 21,07 kwartfinale 4: 6de in 20,96 |
| Yevgeny Arzhanov                                                                                         | 800m (m)                 | DNF       | serie 6: 3de in 1.48,4 halve finale 1: niet gestart |
| Oleg Rayko                                                                                               | 1500m (m)                | 13e       | serie 3: 2de in 3.46,84 halve finale 2: 7de in 3.52,73 |
| Mikhail Zhelobovsky                                                                                      | 1500m (m)                | 21e       | serie 5: 5de in 3.53,23 halve finale 1: 11de in 3.59,08 |
| Leonid Mikitenko                                                                                         | 5000m (m)                | 16e       | serie 3: 7de in 14.44,0 |
| Rashid Sharafetdinov                                                                                     | 5000m (m)                | 16e       | serie 1: 7de in 14.44,0 |
| Nikolay Sviridov                                                                                         | 5000m (m)                | 7e        | serie 2: 5de in 14.38,8 finale: 7de in 14.18,4 |
| Vyacheslav Alanov                                                                                        | 10000m (m)               | 24e       | 31.01,0 |
| Leonid Mikitenko                                                                                         | 10000m (m)               | 17e       | 30.46,0 |
| Nikolay Sviridov                                                                                         | 10000m (m)               | 5e        | 29.43,2 |
| Viktor Balikhin                                                                                          | 110m horden (m)          | 15e       | serie 5: 1ste in 13,82 halve finale 1: 8ste in 14,13 |
| Oleg Stepanenko                                                                                          | 110m horden (m)          | 9e        | serie 2: 4de in 13,95 halve finale 2: 5de in 13,83 |
| Vyacheslav Skomorokhov                                                                                   | 400m horden (m)          | 5e        | serie 1: 3de in 50,7 halve finale 2: 4de in 49,6 finale: 5de in 49,1 |
| Viktor Kudinsky                                                                                          | 3000m steeplechase (m)   | DNF       | serie 2: 4de in 9.05,25 finale: niet gefinisht |
| Aleksandr Morozov                                                                                        | 3000m steeplechase (m)   | 5e        | serie 3: 4de in 9.08,45 finale: 5de in 8.55,61 |
| Nikolay Ivanov Aleksey Khlopotnov Vladislav Sapeya Yevgeny Sinyayev                                      | 4x100m (m)               | DSQ       | serie 3: 2de in 39,0 halve finale 2: gediskwalificeerd |
| Mikhail Shakirov                                                                                         | marathon (m)             | DNF       | niet gefinisht |
| Anatoly Sukharkov                                                                                        | marathon (m)             | 28e       | 2:38.07 |
| Yury Volkov                                                                                              | marathon (m)             | DNS       | niet gestart |
| Otto Barch                                                                                               | 20km snelwandelen (m)    | 6e        | 1:36.16,8 |
| Vladimir Golubnichy                                                                                      | 20km snelwandelen (m)    | Goud      | 1:33.58,4 |
| Nikolay Smaga                                                                                            | 20km snelwandelen (m)    | Brons     | 1:34.03,4 |
| Gennady Agapov                                                                                           | 50km snelwandelen (m)    | DNF       | niet gefinisht |
| Igor Della-Rossa                                                                                         | 50km snelwandelen (m)    | DNF       | niet gefinisht |
| Sergey Grigoryev                                                                                         | 50km snelwandelen (m)    | 15e       | 4:44.39,2 |
| Leonid Barkovsky                                                                                         | verspringen (m)          | 11e       | kwalificatie groep A: 8ste met 7,70m finale: 11de met 7,90m |
| Tõnu Lepik                                                                                               | verspringen (m)          | 5e        | kwalificatie groep A: 3de met 7,91m finale: 5de met 8,09m |
| Igor Ter-Ovanesyan                                                                                       | verspringen (m)          | 4e        | kwalificatie groep B: 7de met 7,74m finale: 4de met 8,12m |
| Nikolay Dudkin                                                                                           | hink-stap-springen (m)   | 5e        | kwalificatie groep B: 9de met 16,15m finale: 5de met 17,09m |
| Viktor Saneyev                                                                                           | hink-stap-springen (m)   | Goud      | kwalificatie groep B: 5de met 16,22m finale: 1ste met 17,39m (WR) |
| Aleksandr Zolotarev                                                                                      | hink-stap-springen (m)   | 29e       | kwalificatie groep A: 13de met 15,41m |
| Viktor Bolshov                                                                                           | hoogspringen (m)         | 16e       | kwalificatie groep A: 11de met 2,09m |
| Valentin Gavrilov                                                                                        | hoogspringen (m)         | Brons     | kwalificatie groep A: 7de met 2,12m finale: 3de met 2,20m |
| Valery Skvortsov                                                                                         | hoogspringen (m)         | 4e        | kwalificatie groep A: 3de met 2,14m finale: 4de met 2,16m |
| Gennady Bliznetsov                                                                                       | polsstokhoogspringen (m) | 6e        | kwalificatie groep A: 8ste met 4,90m finale: 6de met 5,30m |
| Aleksandr Malyutin                                                                                       | polsstokhoogspringen (m) | 12e       | kwalificatie groep B: 4de met 4,90m finale: 12de met 5,00m |
| Eduard Gushchin                                                                                          | kogelstoten (m)          | Brons     | kwalificatie groep A: 2de met 19,88m finale: 3de met 20,09m |
| Guram Gudashvili                                                                                         | discuswerpen (m)         | 13e       | kwalificatie groep A: 12de met 57,48m |
| Jānis Lūsis                                                                                              | speerwerpen (m)          | Goud      | kwalificatie groep A: 2de met 83,68m finale: 1ste met 90,10m (OR) |
| Mart Paama                                                                                               | speerwerpen (m)          | 15e       | kwalificatie groep A: 13de met 77,26m |
| Romuald Klim                                                                                             | kogelslingeren (m)       | Zilver    | kwalificatie groep A: 9de met 66,82m finale: 2de met 73,28m |
| Gennady Kondrashov                                                                                       | kogelslingeren (m)       | 6e        | kwalificatie groep A: 7de met 67,56m finale: 6de met 69,08m |
| Anatoly Shchuplyakov                                                                                     | kogelslingeren (m)       | 9e        | kwalificatie groep A: 10de met 66,56m finale: 9de met 67,74m |
| Rein Aun                                                                                                 | tienkamp (m)             | DNF       | 100m: 6de in 10,84 verspringen: 9de met 7,40m kogelstoten: 7de met 14,75m hoogspringen: 17de met 1,80m 400m: niet gefinisht |
| Nikolay Avilov                                                                                           | tienkamp (m)             | 4e        | 100m: 9de in 10,95 verspringen: 2de met 7,64m kogelstoten: 21ste met 13,41m hoogspringen: 2de met 2,07m 400m: 7de in 49,93 110m horden: 1ste in 14,58 discuswerpen: 5de met 46,64m polsstokhoogspringen: 13de met 4,10m speerwerpen: 6de met 60,12m 1500m: 8ste in 5.00,84 totaal: 7909 punten |
| Jānis Lanka                                                                                              | tienkamp (m)             | 14e       | 100m: 9de in 10,95 verspringen: 15de met 7,15m kogelstoten: 3de met 15,31m hoogspringen: 17de met 1,80m 400m: 7de in 49,92 110m horden: 5de in 14,82 discuswerpen: 1ste met 49,90m polsstokhoogspringen: 18de met 3,80m speerwerpen: 8ste met 59,76m 1500m: niet gefinisht totaal: 7227 punten |
| |                          |           | |
| Lyudmila Golomazova                                                                                      | 100m (v)                 | 13e       | serie 5: 3de in 11,7 kwartfinale 2: 4de in 11,5 halve finale 1: 8ste in 11,7 |
| Lyudmila Samotesova                                                                                      | 100m (v)                 | 11e       | serie 3: 3de in 11,5 kwartfinale 3: 4de in 11,4 halve finale 2: 5de in 11,6 |
| Lyudmila Zharkova                                                                                        | 100m (v)                 | 17e       | serie 6: 2de in 11,5 kwartfinale 1: 5de in 11,4 |
| Lyudmila Golomazova                                                                                      | 200m (v)                 | 18e       | serie 3: 6de in 23,7 |
| Vera Popkova                                                                                             | 200m (v)                 | 9e        | serie 2: 2de in 23,3 halve finale 2: 5de in 23,2 |
| Lyudmila Samotesova                                                                                      | 200m (v)                 | 11e       | serie 1: 1ste in 23,1 halve finale 1: 5de in 23,4 |
| Nataliya Pechenkina                                                                                      | 400m (v)                 | Brons     | serie 4: 1ste in 53,7 halve finale 2: 3de in 52,8 finale: 3de in 52,2 |
| Ingrīda Verbele                                                                                          | 400m (v)                 | 13e       | serie 2: 3de in 54,0 halve finale 1: 7de in 54,6 |
| Laine Erik                                                                                               | 800m (v)                 | 9e        | serie 1: 2de in 2.06,5 halve finale 2: 5de in 2.06,0 |
| Anna Zimina                                                                                              | 800m (v)                 | 13e       | serie 2: 4de in 2.04,4 halve finale 1: 6de in 2.08,5 |
| Liudmyla Ievleva                                                                                         | 80m horden (v)           | 17e       | serie 5: 4de in 10,9 |
| Vera Korsakova                                                                                           | 80m horden (v)           | 10e       | serie 1: 2de in 10,6 halve finale 1: 5de in 10,8 |
| Tatyana Talysheva                                                                                        | 80m horden (v)           | 8e        | serie 3: 3de in 10,8 halve finale 1: 3de in 10,7 finale: 8ste in 10,7 |
| Galina Bukharina Lyudmila Golomazova Vera Popkova Lyudmila Samotesova Liliya Tkachenko Lyudmila Zharkova | 4x100m (v)               | Brons     | serie 2: 2de in 43,6 finale: 3de in 43,41 |
| Helēna Ringa                                                                                             | verspringen (v)          | 19e       | kwalificatie groep B: 10de met 5,84m |
| Tatyana Talysheva                                                                                        | verspringen (v)          | Brons     | kwalificatie groep A: 5de met 6,34m finale: 3de met 6,66m |
| Vera Grushkina                                                                                           | hoogspringen (v)         | 12e       | kwalificatie groep A: 8ste met 1,74m finale: 12de met 1,71m |
| Valentina Kozyr                                                                                          | hoogspringen (v)         | Brons     | kwalificatie groep A: 5de met 1,74m finale: 3de met 1,80m |
| Antonina Okorokova                                                                                       | hoogspringen (v)         | Zilver    | kwalificatie groep A: 7de met 1,74m finale: 2de met 1,80m |
| Nadezhda Chizhova                                                                                        | kogelstoten (v)          | Brons     | 18,19m |
| Irina Solontsova-Kudryavtseva                                                                            | kogelstoten (v)          | 9e        | 15,88m |
| Lyudmila Muravyova                                                                                       | discuswerpen (v)         | 9e        | 52,26m |
| Antonina Popova                                                                                          | discuswerpen (v)         | 5e        | 53,42m |
| Valentina Evert                                                                                          | kogelslingeren (v)       | 14e       | 51,16m |
| Lidiya Tsimosh                                                                                           | kogelslingeren (v)       | 10e       | 53,40m |
| Galina Sofina                                                                                            | vijfkamp (v)             | 28e       | 80m horden: 23ste in 11,6 kogelstoten: 3de met 14,43m hoogspringen: 11de met 1,59m verspringen: 23ste met 5,76m 200m: niet gefinisht totaal: 3828 punten |
| Valentina Tikhomirova                                                                                    | vijfkamp (v)             | 4e        | 80m horden: 14de in 11,2 kogelstoten: 4de met 14,12m hoogspringen: 3de met 1,65m verspringen: 13de met 5,99m 200m: 13de in 24,9 totaal: 4927 punten |

### Basketbal
| Olympiër | Discipline | Resultaat | Prestatie |
| --- | ---------- | --------- | --- |
| Anatoli Krikun Modestas Paulauskas Zoerab Sakandelidze Vadim Kapranov Joeri Selichov Anatolij Polivoda Sergej Belov Priit Tomson Serhij Kovalenko Gennadi Volnov Jaak Lipso Vladimir Andrejev | mannen     | Brons     | groep B: 1ste W van Polen: 91-50 W van Marokko: 123-51 W van Zuid-Korea: 89-58 W van Bulgarije: 81-56 W van Cuba: 100-66 W van Mexico: 82-62 W van Brazilië: 76-65 halve finale: V van Joegoslavië: 62-63 bronzen finale: W van Brazilië: 70-53 |

| Voorronde Groep B |             |             |             |             |        |        |        |        |
| #                 | Land        | Wedstrijden | Wedstrijden | Wedstrijden | Punten | Punten | Punten | Punten |
| #                 | Land        | G           | W           | V           | V      | T      | Saldo  | Punten |
| 1                 | Sovjet-Unie | 7           | 7           | 0           | 642    | 408    | +226   | 14     |
| 2                 | Brazilië    | 7           | 6           | 1           | 561    | 418    | +143   | 13     |
| 3                 | Mexico      | 7           | 5           | 2           | 493    | 443    | +50    | 12     |
| 4                 | Polen       | 7           | 4           | 3           | 473    | 504    | -31    | 11     |
| 5                 | Bulgarije   | 7           | 3           | 4           | 456    | 478    | -22    | 10     |
| 6                 | Cuba        | 7           | 2           | 5           | 514    | 532    | -18    | 9      |
| 7                 | Zuid-Korea  | 7           | 1           | 6           | 453    | 530    | -77    | 8      |
| 8                 | Marokko     | 7           | 0           | 7           | 355    | 634    | -279   | 7      |

| Ronde          | Datum       | Plaats      | Land   | Score       | Land |
| -------------- | ----------- | ----------- | ------ | ----------- | ---- |
| Groepsfase     |             |             |        |             |      |
| 13 oktober     | Mexico-Stad | Sovjet-Unie | 91-50  | Polen       |      |
| 14 oktober     | Mexico-Stad | Sovjet-Unie | 123-51 | Marokko     |      |
| 15 oktober     | Mexico-Stad | Sovjet-Unie | 89-58  | Zuid-Korea  |      |
| 16 oktober     | Mexico-Stad | Sovjet-Unie | 81-56  | Bulgarije   |      |
| 18 oktober     | Mexico-Stad | Sovjet-Unie | 100-66 | Cuba        |      |
| 19 oktober     | Mexico-Stad | Sovjet-Unie | 82-62  | Mexico      |      |
| 20 oktober     | Mexico-Stad | Sovjet-Unie | 76-65  | Brazilië    |      |
| Halve finale   |             |             |        |             |      |
| 22 oktober     | Mexico-Stad | Sovjet-Unie | 62-63  | Joegoslavië |      |
| Bronzen finale |             |             |        |             |      |
| 25 oktober     | Mexico-Stad | Brazilië    | 53-70  | Sovjet-Unie |      |

### Boksen
| Olympiër           | Discipline  | Resultaat | Prestatie |
| ------------------ | ----------- | --------- | --- |
| Viktor Zaporozhets | -48kg (m)   | 9e        | 1ste ronde: W van JPN Watanabe: 5-0 2de ronde: V van KOR Jee: 2-3 |
| Nikolay Novikov    | -51kg (m)   | 5e        | 1ste ronde: W van VEN Márquez: 5-0 2de ronde: W van ZAM Mwansa: 4-1 kwartfinale: V van POL Olech: scheidsrechterlijke beslissing |
| Valerian Sokolov   | -54kg (m)   | Goud      | 1ste ronde: vrij 2de ronde: W van ECU Archundia: 3-2 3de ronde: W van GBR Carter: scheidsrechterlijke beslissing kwartfinale: W van KEN Mbugua: 5-0 halve finale: W van JPN Morioka: 5-0 finale: W van UGA Mukwanga: scheidsrechterlijke beslissing |
| Valery Plotnikov   | -57kg (m)   | 5e        | 1ste ronde: W van FIN Meronen: 5-0 2de ronde: W van ITA Cotena: 3-2 kwartfinale: V van MEX Roldán: 1-3 |
| Valery Belousov    | -60kg (m)   | 9e        | 1ste ronde: vrij 2de ronde: W van HUN Gula: scheidsrechterlijke beslissing 3de ronde: V van YUG Vujin: 0-5 |
| Yevgeny Frolov     | -63,5kg (m) | 5e        | 1ste ronde: vrij 2de ronde: W van AUS Maguire: 5-0 3de ronde: W van NIG Dabore: 4-1 kwartfinale: V van CUB Regüeiferos: 2-3 |
| Vladimir Musalimov | -67kg (m)   | Brons     | 1ste ronde: vrij 2de ronde: W van FRG Kottysch: 5-0 3de ronde: W van ESP Durán: 5-0 kwartfinale: W van MEX Ramírez: 5-0 halve finale: V van GDR Wolke: 2-3                                                                                          |
| Boris Lagutin      | -71kg (m)   | Goud      | 1ste ronde: W van ESP Fajardo: knock-out 2de ronde: W van RAU El Nahas: scheidsrechterlijke beslissing kwartfinale: W van ROU Kovacs: 5-0 halve finale: W van FRG Meier: 4-1 finale: W van CUB Garbey: 5-0                                          |
| Aleksei Kiselyov   | -75kg (m)   | Zilver    | 1ste ronde: W van CMR Abang: 5-0 2de ronde: W van UGA Ouma: 4-1 kwartfinale: W van POL Rudkowski: 5-0 halve finale: W van MEX Zaragoza: scheidsrechterlijke beslissing finale: V van GBR Finnegan: 2-3                                              |
| Danas Pozniakas    | -81kg (m)   | Goud      | 1ste ronde: vrij 2de ronde: W van CUB Aldama: knock-out kwartfinale: W van GDR Schlegel: 5-0 halve finale: W van BUL Stankov: 5-0 finale: W van ROU Monea: walk-over                                                                                |
| Jonas Čepulis      | +81kg (m)   | Zilver    | 1ste ronde: W van GBR Wells: scheidsrechterlijke beslissing kwartfinale: W van GDR Anders: scheidsrechterlijke beslissing halve finale: W van MEX Rocha: scheidsrechterlijke beslissing finale: V van USA Foreman: scheidsrechterlijke beslissing   |

### Gewichtheffen
| Olympiër           | Discipline  | Resultaat | Prestatie                                                                                                |
| ------------------ | ----------- | --------- | --- |
| Gennady Chetin     | -56kg (m)   | 4e        | drukken: 5de met 110kg trekken: 6de met 102,5kg stoten: 2de met 140kg totaal: 352,5kg                    |
| Dito Shanidze      | -60kg (m)   | Zilver    | drukken: 3de met 120kg trekken: 1ste met 117,5kg stoten: 2de met 150kg totaal: 387,5kg                   |
| Viktor Kurentsov   | -75kg (m)   | Goud      | drukken: 1ste met 152,5kg (OR) trekken: 2de met 135kg stoten: 1ste met 187,5kg (WR) totaal: 475,0kg (OR) |
| Vladimir Belyayev  | -82,5kg (m) | Zilver    | drukken: 2de met 152,5kg trekken: 1ste met 147,5kg (OR) stoten: 2de met 185kg totaal: 485,0kg            |
| Boris Selitsky     | -82,5kg (m) | Goud      | drukken: 3de met 150kg trekken: 1ste met 147,5kg (0R) stoten: 1ste met 187,5kg (OR) totaal: 485,0kg (WR) |
| Jaan Talts         | -90kg (m)   | Zilver    | drukken: 4de met 160kg trekken: 2de met 150kg stoten: 1ste met 197,5kg (WR) totaal: 517,5kg (OR)         |
| Leonid Zhabotinsky | +90kg (m)   | Goud      | drukken: 1ste met 200,0kg (OR) trekken: 1ste met 170kg (OR) stoten: 3de met 202,5kg totaal: 572,5kg (OR) |

### Kanovaren
| Olympiër                                                          | Discipline    | Resultaat | Prestatie                                                                      |
| ----------------------------------------------------------------- | ------------- | --------- | ------------------------------------------------------------------------------ |
| Vitaly Galkov                                                     | C-1 1000m (m) | Brons     | serie 1: 4de in 4.35,4 halve finale: 1ste in 4.34,17 finale: 3de in 4.40,42    |
| Naum Prokupets Mikhail Zamotin                                    | C-2 1000m (m) | Brons     | serie 1: 1ste in 4.09,9 finale: 3de in 4.11,30                                 |
| Aleksandr Shaparenko                                              | K-1 1000m (m) | Zilver    | serie 3: 2de in 4.04,6 halve finale 2: 2de in 3.59,37 finale: 2de in 4.03,58   |
| Vladimir Morozov Aleksandr Shaparenko                             | K-2 1000m (m) | Goud      | serie 1: 3de in 3.40,9 halve finale 2: 1ste in 3.44,39 finale: 1ste in 3.37,54 |
| Nikolai Chuzhikov Georgy Karyukhin Dmitry Matveyev Yuri Stetsenko | K-4 1000m (m) | 15e       | serie 2: 2de in 3.18,9 halve finale 1: 5de                                     |
|                                                                   |               |           |                                                                                |
| Lyudmila Pinayeva                                                 | K-1 500m (v)  | Goud      | serie 1: 1ste in 2.07,1 finale: 1ste in 2.11,09                                |
| Lyudmila Pinayeva Antonina Seredina                               | K-2 500m (v)  | Brons     | serie 1: 3de in 1.59,9 finale: 3de in 1.58,61                                  |

### Moderne vijfkamp
| Olympiër                                        | Discipline      | Resultaat | Prestatie |
| ----------------------------------------------- | --------------- | --------- | --- |
| Pavel Lednyov                                   | individueel (m) | Brons     | paardensport: 8ste met 1070 punten schermen: 15de met 26 overwinningen schietsport: 7de met 191 punten zwemmen: 4de in 3.44,4 atletiek: 16de in 14.51,0 totaal: 4795 punten        |
| Boris Onishchenko                               | individueel (m) | 5e        | paardensport: 6de met 1070 punten schermen: 8ste met 28 overwinningen schietsport: 13de met 190 punten zwemmen: 5de in 3.45,1 atletiek: 13de in 14.45,7 totaal: 4756 punten        |
| Stasys Šaparnis                                 | individueel (m) | 9e        | paardensport: 28ste met 995 punten schermen: 22ste met 24 overwinningen schietsport: 35ste met 185 punten zwemmen: 8ste in 3.49,9 atletiek: 6de in 14.27,8 totaal: 4656 punten     |
| Pavel Lednyov Boris Onishchenko Stasys Šaparnis | team (m)        | Zilver    | paardensport: 1ste met 3135 punten schermen: 2de met 2558 punten schietsport: 5de met 2648 punten zwemmen: 1ste met 3141 punten atletiek: 2de met 2766 punten totaal: 14248 punten |

### Paardensport
| Olympiër                                                           | Discipline  | Resultaat | Prestatie |
| Dressuur                                                           | Dressuur    | Dressuur  | Dressuur |
| ------------------------------------------------------------------ | ----------- | --------- | --- |
| Ivan Kalita                                                        | individueel | 4e        | 1ste ronde: 4de met 879 punten 2de ronde: 3de met 640 punten totaal: 1519 punten                                                                        |
| Ivan Kizimov                                                       | individueel | Goud      | 1ste ronde: 2de met 908 punten 2de ronde: 1ste met 664 punten totaal: 1572 punten                                                                       |
| Yelena Petushkova                                                  | individueel | 6e        | 1ste ronde: 6de met 870 punten 2de ronde: 4de met 601 punten totaal: 1470 punten                                                                        |
| Ivan Kalita Ivan Kizimov Yelena Petushkova                         | team        | Zilver    | 2657 punten |
| Eventing                                                           |             |           | |
| Pavel Deyev                                                        | individueel | DNF       | dressuur: 4de met 59,51 strafpunten cross-country: 14de met 21,60 strafpunten springconcours: gediskwalificeerd                                         |
| German Gazyumov                                                    | individueel | 10e       | dressuur: 2de met 49,50 strafpunten cross-country: 16de met 27,20 strafpunten springconcours: 22ste met 19,00 strafpunten totaal: 95,70 strafpunten     |
| Svetozar Glushkov                                                  | individueel | DNF       | dressuur: 22ste met 86,51 strafpunten cross-country: gediskwalificeerd                                                                                  |
| Aleksandr Yevdokimov                                               | individueel | 21e       | dressuur: 1ste met 48,00 strafpunten cross-country: 29ste met 117,60 strafpunten springconcours: 31ste met 27,00 strafpunten totaal: 192,60 strafpunten |
| Pavel Deyev German Gazyumov Svetozar Glushkov Aleksandr Yevdokimov | team        | DNF       | dressuur: 1ste met 157,01 strafpunten cross-country: 4de met 166,40 strafpunten springconcours: niet gefinisht                                          |
| Springconcours                                                     |             |           | |
| Yevgeny Kuzin                                                      | individueel | DNF       | 1ste ronde: gediskwalificeerd |
| Viktor Matveyev                                                    | individueel | 26e       | 1ste ronde: 26ste met 16,00 strafpunten |
| Yevgeny Kuzin Viktor Matveyev Gennady Samosedenko                  | team        | 12e       | 1ste ronde: 13de met 125,00 strafpunten 2de ronde: 11de met 105,50 strafpunten totaal: 230,50 strafpunten                                               |

### Roeien
| Olympiër | Discipline      | Resultaat | Prestatie                                                                                                  |
| --- | --------------- | --------- | --- |
| Viktor Melnikov | Skiff (m)       | DNF       | serie 2: 3de in 8.03,29 herkansingen: 2de in 7.46,86 halve finale 2: 4de in 7.50,30 finale B: niet gestart |
| Anatoliy Sass Aleksandr Timoshinin | dubbel-twee (m) | Goud      | serie 3: 1ste in 7.07,46 halve finale 1: 3de in 7.12,41 finale: 1ste in 6.51,82                            |
| Apolinaras Grigas Vladimir Rikkanen | twee-zonder (m) | DNF       | serie 3: 4de in 7.35,61 herkansingen: niet gefinisht                                                       |
| Leonid Drachevsky Tiit Helmja Igor Rudakov | twee-met (m)    | DNF       | serie 1: 6de herkansingen: 3de in 8.06,14 halve finale 2: 4de in 8.06,39 finale B: niet gestart            |
| Vitolds Barkāns Pavel Ilyinsky Guntis Niedra Elmārs Rubīns                                                                                     | vier-zonder (m) | DNF       | serie 1: 3de in 7.08,82 herkansingen: 3de in 6.33,35 finale B: niet gestart                                |
| Boris Duyunov Viktor Mikheyev Aleksey Mishin Anatoly Nemtyryov Nikolay Surov                                                                   | vier-met (m)    | 6e        | serie 1: 3de in 7.10,18 halve finale 2: 2de in 6.48,16 finale: 6de in 7.00,00                              |
| Antanas Bagdonavičius Vytautas Briedis Juozas Jagelavičius Valentyn Kravchuk Aleksandr Martyshkin Zigmas Jukna Volodymyr Sterlik Viktor Suslin | acht (m)        | Brons     | serie 2: 3de in 6.09,65 herkansingen: 2de in 6.12,12 finale: 3de in 6.09,11                                |

### Schermen
| Olympiër                                                                                 | Discipline      | Resultaat | Prestatie |
| ---------------------------------------------------------------------------------------- | --------------- | --------- | --- |
| Grigory Kriss                                                                            | degen (m)       | Zilver    | 1ste ronde groep 2: 3de V van FRG Rompza W van USA Micahnik W van CAN Bakonyi W van LIB Chekr V van CUB Antonio Díaz 2de ronde groep 8: 1ste W van AUT Polzhuber V van BRA do Couto W van GBR Hoskyns W van CAN Conyd W van USA Pesthy 3de ronde: W van ROU Haukler: 2-0 4de ronde: W van POL Gonsior: 2-1 5de ronde: W van FRA Allemand: 2-1 finale groep: 2de W van HUN Kulcsár W van AUT Polzhuber V van ITA Saccaro W van URS Modzalevsky W van FRA Allemand finale barrage: 2de V van HUN Kulcsár: 3-5 G van ITA Saccaro: 5-5           |
| Viktor Modzalevsky                                                                       | degen (m)       | 4e        | 1ste ronde groep 12: 2de W van FRG Jung W van MEX Calderón W van URU Varela V van GBR Halsted V van BRA Cramer 2de ronde groep 4: 1ste W van AUT Trost V van HUN Fenyvesi W van POL Andrzejewski W van ROU Haukler V van CUB Oliveros 3de ronde: W van MEX Fernández: 2-1 4de ronde: W van FRG Rompza: 2-0 5de ronde: W van AUT Polzhuber: 2-0 finale groep: 4de V van HUN Kulcsár W van AUT Polzhuber V van ITA Saccaro V van URS Kriss W van FRA Allemand                                                                                  |
| Aleksey Nikanchikov                                                                      | degen (m)       | 9e        | 1ste ronde groep 1: 1ste W van AUT Polzhuber W van MEX Fernández W van GDR Dumke W van RAU El-Abidin W van IRL Ryan 2de ronde groep 1: 1ste W van ITA Saccaro W van CAN Bakonyi W van GDR Fiedler W van MEX Pérez V van FRA Allemand 3de ronde: W van GDR Dumke: 2-1 4de ronde: V van ITA Saccaro: 1-2 herkansingen: W van GDR Dumke: 2-0 herkansingen 2: W van HUN Nemere: 2-0 herkansingen 3: V van POL Nielaba: 1-2 |
| Grigory Kriss Viktor Modzalevsky Aleksey Nikanchikov Yury Smolyakov Iosif Vitebsky       | degen team (m)  | Zilver    | 1ste ronde groep 1: 1ste W van Italië: 10-4 W van Verenigde Staten: 10-5 W van Portugal: 13-2 kwartfinale: W van Italië: 7-0 halve finale: W van DDR: 9-3 finale: V van Hongarije: 4-7 |
| Viktor Putyatin                                                                          | floret (m)      | 9e        | 1ste ronde groep 1: 3de V van GBR Paul V van FRG Wellmann W van AUS Jennings W van ARG Prendes 2de ronde groep 8: 3de V van ROU Drîmbă V van FRG Wellmann W van USA Cohen W van MEX Gómez W van AUT Losert 3de ronde: W van ITA Granieri: 2-1 4de ronde: W van AUT Losert: 2-0 5de ronde: V van FRA Noël: 0-2 herkansingen: V van HUN Kamuti: 0-2 |
| Vasily Stankovich                                                                        | floret (m)      | 7e        | 1ste ronde groep 12: 1ste W van JPN Okawa W van CUB Gil W van GBR Breckin W van VEN Fernández 2de ronde groep 5: 2de V van POL Parulski W van FRA Magnan W van GBR Breckin W van RAU El-Husseini W van MEX Calderón 3de ronde: W van MEX Abaúnza: 2-0 4de ronde: W van FRG Wessel: 2-0 5de ronde: V van FRA Magnan: 0-2 herkansingen: V van ROU Mureșanu: 1-2 |
| German Sveshnikov                                                                        | floret (m)      | 7e        | 1ste ronde groep 3: 2de V van POL Woyda W van CAN Wiedel W van RAU Soheim W van URU Varela W van PUR Pérez 2de ronde groep 6: 1ste W van POL Lisewski W van MEX Abaúnza W van AUT Birnbaum W van HUN Kamuti V van CAN Wiedel 3de ronde: W van AUT Trost: 2-0 4de ronde: W van POL Lisewski: 2-0 5de ronde: V van ROU Tiu: 1-2 herkansingen: W van JPN Okawa: 2-0 herkansingen 2: V van HUN Kamuti: 1-2 |
| Viktor Putyatin Yury Sharov Yury Sisikin Vasily Stankovich German Sveshnikov             | floret team (m) | Zilver    | 1ste ronde groep 2: 1ste W van Groot-Brittannië: 9-0 W van Verenigde Staten: 12-4 kwartfinale: W van Hongarije: 9-4 halve finale: W van Roemenië: 8-8 finale: V van Frankrijk: 6-8 |
| Umyar Mavlikhanov                                                                        | sabel (m)       | 7e        | 1ste ronde groep 2: 1ste W van FRA Parent W van MEX Calderón W van GBR Oldcorn W van ARG Lanteri W van CUB Narciso Díaz V van ITA Salvadori 2de ronde groep 4: 4de W van HUN Bakonyi W van POL Nowara V van USA Morales W van GBR Leckie V van FRG Köstner 3de ronde: W van ITA Salvadori: 2-0 4de ronde: V van POL Pawłowski: 1-2 herkansingen: W van HUN Kovács: 2-0 herkansingen 2: V van POL Nowara: 1-2 |
| Vladimir Nazlymov                                                                        | sabel (m)       | 4e        | 1ste ronde groep 5: 1ste W van HUN Kovács W van GBR Craig W van USA Keane W van FRG Duschner W van MEX Chapela W van IRL Farrell 2de ronde groep 3: 1ste W van FRA Arabo W van ITA Salvadori W van FRG Wischeidt W van USA Keane W van BEL Brasseur 3de ronde: W van FRA Panizza: 2-1 4de ronde: V van USA Morales: 2-0 finale: 4de W van POL Nowara V van URS Rakita W van HUN Pézsa V van POL Pawłowski W van ITA Rigoli |
| Mark Rakita                                                                              | sabel (m)       | Zilver    | 1ste ronde groep 4: 1ste W van ITA Calarese W van USA Orban W van GBR Leckie W van ARG Quinos W van MEX Fajardo W van VIE The Loc 2de ronde groep 2: 2de V van HUN Pézsa W van POL Ochyra V van FRA Parent W van ITA Rigoli W van MEX Calderón 3de ronde: W van FRA Parent: 2-1 4de ronde: V van HUN Pésza: 2-0 herkansingen: W van FRA Parent: 2-1 herkansingen 2: W van FRA Panizza: 2-0 finale: 2de W van POL Nowara V van POL Pawłowski V van HUN Pézsa W van URS Nazlymov W van ITA Rigoli 1-2de plek barrage: V van POL Pawłowski: 4-5 |
| Umyar Mavlikhanov Vladimir Nazlymov Mark Rakita Viktor Sidyak Eduard Vinokurov           | sabel team (m)  | Goud      | 1ste ronde groep 1: 1ste W van Groot-Brittannië: 9-1 W van Mexico: 15-1 kwartfinale: W van Groot-Brittannië: 9-1 halve finale: W van Frankrijk: 9-4 finale: W van Italië: 9-7 |
|                                                                                          |                 |           | |
| Galina Gorokhova                                                                         | floret (v)      | 6e        | 1ste ronde groep 6: 3de V van MEX Roldán V van ROU Stahl-Iencic W van FRG Schmid W van LUX Flesch W van AHO Anselma W van ARG San Martín 2de ronde groep 2: 4de W van FRA Gapais V van ROU Drîmbă V van USA King W van FRG Volz-Mees W van ITA Ragno 3de ronde: W van ROU Drîmbă: 2-0 4de ronde: W van HUN Rejtő-Ujlaky: 2-0 finale: 6de V van MEX Roldán V van HUN Rejtő-Ujlaky V van FRA Gapais V van SWE Palm W van URS Nivikova |
| Yelena Novikova                                                                          | floret (v)      | Goud      | 1ste ronde groep 4: 1ste W van ROU Orban-Szabo W van FRA Ceretti W van FRG Volz-Mees W van GBR Green W van MEX del Moral 2de ronde groep 4: 1ste W van ROU Stahl-Iencic V van HUN Dömölky-Sákovics W van FRG Schmid W van CUB Tack-Fang W van GBR Wardell-Yerburgh 3de ronde: W van ITA Colombetti-Peroncini: 2-0 4de ronde: W van FRA Gapais: 2-0 finale: 1ste W van MEX Roldán W van HUN Rejtő-Ujlaky W van FRA Gapais W van SWE Palm V van URS Gorokhova                                                                                  |
| Aleksandra Zabelina                                                                      | floret (v)      | 7e        | 1ste ronde groep 1: 1ste W van POL Cymerman W van ITA Colombetti-Peroncini V van CUB Tack-Fang W van USA Romary W van GBR Bain 2de ronde groep 1: 6de V van MEX Roldán V van FRA Ceretti V van ROU Orban-Szabo W van ITA Masciotta V van USA Romary |
| Galina Gorokhova Yelena Novikova Tatyana Samusenko Svetlana Tširkova Aleksandra Zabelina | floret team (v) | Goud      | 1ste ronde groep 3: 2de V van Roemenië: 7-9 W van Polen: 12-4 W van Groot-Brittannië: 13-3 kwartfinale: W van Italië: 9-4 halve finale: W van Frankrijk: 9-3 finale: W van Hongarije: 9-3 |

### Schietsport
| Olympiër            | Discipline              | Resultaat | Prestatie                            |
| ------------------- | ----------------------- | --------- | ------------------------------------ |
| Vladimir Konyakhin  | 50m geweer 3 houdingen  | 10e       | 1147 punten: (395-387-365)           |
| Vitaly Parkhimovich | 50m geweer 3 houdingen  | Brons     | 1154 punten: (395-393-366)           |
| Valentin Kornev     | 50m geweer liggend      | 16e       | 594 punten: (98-98-100-100-100-98)   |
| Vitaly Parkhimovich | 50m geweer liggend      | 36e       | 590 punten: (99-98-97-100-98-98)     |
| Shota Kveliashvili  | 300m geweer 3 houdingen | 4e        | 1142 punten: (394-383-365)           |
| Valentin Kornev     | 300m geweer 3 houdingen | Zilver    | 1151 punten: (398-384-369)           |
| Grigory Kosykh      | 50m pistool             | Goud      | 562 punten: (90-96-95-96-93-92) (OR) |
| Vladimir Stolypin   | 50m pistool             | 10e       | 552 punten: (90-90-92-93-93-94)      |
| Anatoly Onishchuk   | 25m snelvuurpistool     | 27e       | 579 punten: (291-288)                |
| Renart Suleymanov   | 25m snelvuurpistool     | Brons     | 591 punten: (297-294)                |
| Yevgeny Petrov      | skeet                   | Goud      | 198 punten                           |
| Yury Tsuranov       | skeet                   | 4e        | 196 punten                           |
| Aleksandr Alipov    | trap                    | 7e        | 196 punten                           |
| Pāvels Seničevs     | trap                    | 4e        | 195 punten                           |

### Schoonspringen
| Olympiër            | Discipline    | Resultaat | Prestatie                                                       |
| ------------------- | ------------- | --------- | --------------------------------------------------------------- |
| Boris Polulyakh     | 3m plank (m)  | 20e       | voorronde: 20ste met 84,32 punten                               |
| Mikhail Safonov     | 3m plank (m)  | 9e        | voorronde: 12de met 92,77 punten finale: 9de met 141,02 punten  |
| Vladimir Vasin      | 3m plank (m)  | 11e       | voorronde: 10de met 95,73 punten finale: 11de met 139,59 punten |
| Viktor Pogozhev     | 10m toren (m) | 16e       | voorronde: 16de met 86,89 punten                                |
| Mikhail Safonov     | 10m toren (m) | 9e        | voorronde: 10de met 91,43 punten finale: 9de met 138,77 punten  |
| Vladimir Vasin      | 10m toren (m) | 10e       | voorronde: 9de met 91,91 punten finale: 10de met 138,40 punten  |
|                     |               |           |                                                                 |
| Yelena Anokhina     | 3m plank (v)  | 8e        | voorronde: 7de met 90,35 punten finale: 8ste met 129,17 punten  |
| Vera Baklanova      | 3m plank (v)  | 6e        | voorronde: 8ste met 88,89 punten finale: 6de met 132,31 punten  |
| Tamara Fyedosova    | 3m plank (v)  | Zilver    | voorronde: 2de met 97,50 punten finale: 2de met 145,30 punten   |
| Galina Alekseyeva   | 10m toren (v) | 14e       | voorronde: 14de met 47,31 punten                                |
| Nadezhda Karpukhina | 10m toren (v) | 22e       | voorronde: 22ste met 43,52 punten                               |
| Natalya Kuznetsova  | 10m toren (v) | Zilver    | voorronde: 1ste met 53,80 punten finale: 2de met 105,14 punten  |

### Turnen
| Olympiër | Discipline               | Resultaat | Prestatie |
| --- | ------------------------ | --------- | --- |
| Sergey Diomidov                                                                                             | brug (m)                 | 23e       | kwalificatie: 23ste met 18,90 punten |
| Valery Ilyinykh                                                                                             | brug (m)                 | 21e       | kwalificatie: 21ste met 18,95 punten |
| Valery Karasyov                                                                                             | brug (m)                 | 9e        | kwalificatie: 9de met 19,15 punten |
| Vikto Klimenko                                                                                              | brug (m)                 | Brons     | kwalificatie: 5de met 19,25 punten finale: 3de met 19,225 punten |
| Viktor Lisitsky                                                                                             | brug (m)                 | 41e       | kwalificatie: 41ste met 18,60 punten |
| Mikhail Voronin                                                                                             | brug (m)                 | Zilver    | kwalificatie: 2de met 19,45 punten finale: 2de met 19,425 punten |
| Sergey Diomidov                                                                                             | paard voltige (m)        | 8e        | kwalificatie: 8ste met 19,00 punten |
| Valery Ilyinykh                                                                                             | paard voltige (m)        | 25e       | kwalificatie: 25ste met 18,45 punten |
| Valery Karasyov                                                                                             | paard voltige (m)        | 12e       | kwalificatie: 12de met 18,85 punten |
| Vikto Klimenko                                                                                              | paard voltige (m)        | 6e        | kwalificatie: 4de met 19,10 punten finale: 6de met 18,950 punten |
| Viktor Lisitsky                                                                                             | paard voltige (m)        | 22e       | kwalificatie: 22ste met 18,60 punten |
| Mikhail Voronin                                                                                             | paard voltige (m)        | Brons     | kwalificatie: 2de met 19,20 punten finale: 3de met 19,200 punten |
| Sergey Diomidov                                                                                             | rekstok (m)              | 5e        | kwalificatie: 6de met 19,30 punten finale: 5de met 19,150 punten |
| Valery Ilyinykh                                                                                             | rekstok (m)              | 8e        | kwalificatie: 8ste met 19,20 punten |
| Valery Karasyov                                                                                             | rekstok (m)              | 32e       | kwalificatie: 32ste met 18,70 punten |
| Vikto Klimenko                                                                                              | rekstok (m)              | 11e       | kwalificatie: 11de met 19,10 punten |
| Viktor Lisitsky                                                                                             | rekstok (m)              | 25e       | kwalificatie: 25ste met 18,80 punten |
| Mikhail Voronin                                                                                             | rekstok (m)              | Goud      | kwalificatie: 1ste met 19,50 punten finale: 1ste met 19,550 punten |
| Sergey Diomidov                                                                                             | ringen (m)               | 6e        | kwalificatie: 6de met 19,05 punten finale: 6de met 18,975 punten |
| Valery Ilyinykh                                                                                             | ringen (m)               | 17e       | kwalificatie: 17de met 18,60 punten |
| Valery Karasyov                                                                                             | ringen (m)               | 17e       | kwalificatie: 17de met 18,60 punten |
| Vikto Klimenko                                                                                              | ringen (m)               | 9e        | kwalificatie: 9de met 18,90 punten |
| Viktor Lisitsky                                                                                             | ringen (m)               | 11e       | kwalificatie: 11ste met 18,80 punten |
| Mikhail Voronin                                                                                             | ringen (m)               | Zilver    | kwalificatie: 3de met 19,45 punten finale: 2de met 19,325 punten |
| Sergey Diomidov                                                                                             | sprong (m)               | Brons     | kwalificatie: 5de met 18,90 punten finale: 3de met 18,925 punten |
| Valery Ilyinykh                                                                                             | sprong (m)               | 12e       | kwalificatie: 12de met 18,75 punten |
| Valery Karasyov                                                                                             | sprong (m)               | 7e        | kwalificatie: 7de met 18,85 punten |
| Vikto Klimenko                                                                                              | sprong (m)               | 7e        | kwalificatie: 7de met 18,85 punten |
| Viktor Lisitsky                                                                                             | sprong (m)               | 10e       | kwalificatie: 10de met 18,80 punten |
| Mikhail Voronin                                                                                             | sprong (m)               | Goud      | kwalificatie: 2de met 19,00 punten finale: 1ste met 19,000 punten |
| Sergey Diomidov                                                                                             | vloer (m)                | 9e        | kwalificatie: 9de met 18,95 punten |
| Valery Ilyinykh                                                                                             | vloer (m)                | 55e       | kwalificatie: 55ste met 17,95 punten |
| Valery Karasyov                                                                                             | vloer (m)                | 5e        | kwalificatie: 6de met 19,10 punten finale: 5de met 18,950 punten |
| Vikto Klimenko                                                                                              | vloer (m)                | 13e       | kwalificatie: 13de met 18,75 punten |
| Viktor Lisitsky                                                                                             | vloer (m)                | 8e        | kwalificatie: 8ste met 19,00 punten |
| Mikhail Voronin                                                                                             | vloer (m)                | 4e        | kwalificatie: 4de met 19,25 punten |
| Sergey Diomidov                                                                                             | individuele meerkamp (m) | 6e        | 114,10 punten |
| Valery Ilyinykh                                                                                             | individuele meerkamp (m) | 15e       | 111,90 punten |
| Valery Karasyov                                                                                             | individuele meerkamp (m) | 10e       | 113,25 punten |
| Vikto Klimenko                                                                                              | individuele meerkamp (m) | 7e        | 113,95 punten |
| Viktor Lisitsky                                                                                             | individuele meerkamp (m) | 14e       | 112,60 punten |
| Mikhail Voronin                                                                                             | individuele meerkamp (m) | Zilver    | 115,85 punten |
| Mikhail Voronin Sergej Diomidov Viktor Klimenko Valeri Karasjov Viktor Lisitsky Valeri Iljinykh             | meerkamp team (m)        | Zilver    | brug: 2de met 95,85 punten paard voltige: 1ste met 94,85 punten rekstok: 2de met 95,95 punten ringen: 2de met 94,95 punten sprong: 2de met 94,45 punten vloer: 2de met 95,05 punten totaal: 571,10 punten |
| |                          |           | |
| Lyubov Burda                                                                                                | balk (v)                 | 10e       | kwalificatie: 10de met 18,85 punten |
| Olga Karasyova                                                                                              | balk (v)                 | 18e       | kwalificatie: 18de met 18,70 punten |
| Nataliya Kuchinskaya                                                                                        | balk (v)                 | Goud      | kwalificatie: 1ste met 19,60 punten finale: 1ste met 19,650 punten |
| Larisa Petrik                                                                                               | balk (v)                 | Brons     | kwalificatie: 5de met 19,00 punten finale: 3de met 19,250 punten |
| Lyudmila Turishcheva                                                                                        | balk (v)                 | 43e       | kwalificatie: 43ste met 17,75 punten |
| Zinaida Voronina                                                                                            | balk (v)                 | 15e       | kwalificatie: 15de met 18,80 punten |
| Lyubov Burda                                                                                                | brug (v)                 | 50e       | kwalificatie: 50ste met 17,65 punten |
| Olga Karasyova                                                                                              | brug (v)                 | 7e        | kwalificatie: 7de met 19,00 punten |
| Nataliya Kuchinskaya                                                                                        | brug (v)                 | 37e       | kwalificatie: 37ste met 18,10 punten |
| Larisa Petrik                                                                                               | brug (v)                 | 10e       | kwalificatie: 10de met 18,95 punten |
| Lyudmila Turishcheva                                                                                        | brug (v)                 | 12e       | kwalificatie: 12de met 18,90 punten |
| Zinaida Voronina                                                                                            | brug (v)                 | Brons     | kwalificatie: 4de met 19,25 punten finale: 3de met 19,425 punten |
| Lyubov Burda                                                                                                | sprong (v)               | 16e       | kwalificatie: 16de met 18,95 punten |
| Olga Karasyova                                                                                              | sprong (v)               | 10e       | kwalificatie: 10de met 19,15 punten |
| Nataliya Kuchinskaya                                                                                        | sprong (v)               | 5e        | kwalificatie: 3de met 19,45 punten finale: 5de met 19,375 punten |
| Larisa Petrik                                                                                               | sprong (v)               | 8e        | kwalificatie: 8ste met 19,20 punten |
| Lyudmila Turishcheva                                                                                        | sprong (v)               | 20e       | kwalificatie: 20ste met 18,85 punten |
| Zinaida Voronina                                                                                            | sprong (v)               | Brons     | kwalificatie: 5de met 19,40 punten finale: 3de met 19,500 punten |
| Lyubov Burda                                                                                                | vloer (v)                | 20e       | kwalificatie: 20ste met 18,75 punten |
| Olga Karasyova                                                                                              | vloer (v)                | 5e        | kwalificatie: 5de met 19,15 punten finale: 5de met 19,325 punten |
| Nataliya Kuchinskaya                                                                                        | vloer (v)                | Brons     | kwalificatie: 1ste met 19,60 punten finale: 3de met 19,650 punten |
| Larisa Petrik                                                                                               | vloer (v)                | Goud      | kwalificatie: 2de met 19,55 punten finale: 1ste met 19,675 punten |
| Lyudmila Turishcheva                                                                                        | vloer (v)                | 8e        | kwalificatie: 8ste met 19,00 punten |
| Zinaida Voronina                                                                                            | vloer (v)                | 4e        | kwalificatie: 4de met 19,40 punten finale: 4de met 19,550 punten |
| Lyubov Burda                                                                                                | individuele meerkamp (v) | 25e       | 74,20 punten |
| Olga Karasyova                                                                                              | individuele meerkamp (v) | 7e        | 76,00 punten |
| Nataliya Kuchinskaya                                                                                        | individuele meerkamp (v) | Brons     | 76,75 punten |
| Larisa Petrik                                                                                               | individuele meerkamp (v) | 4e        | 76,70 punten |
| Lyudmila Turishcheva                                                                                        | individuele meerkamp (v) | 24e       | 74,50 punten |
| Zinaida Voronina                                                                                            | individuele meerkamp (v) | Zilver    | 76,85 punten |
| Zinaida Voronina Natalja Koetsjinskaja Larissa Petrik Olga Karasjova Ljoedmila Toerisjtsjeva Ljoebov Boerda | meerkamp team (v)        | Goud      | balk: 1ste met 94,95 punten brug: 2de met 95,05 punten sprong: 3de met 96,15 punten vloer: 1ste met 96,70 punten totaal: 382,85 punten                                                                    |

### Volleybal

#### Mannen
| Olympiër | Discipline | Resultaat | Prestatie |
| --- | ---------- | --------- | --- |
| Ivans Bugajenkovs Yuriy Poyarkov Eduard Sibiryakov Oļegs Antropovs Volodymyr Byelyayev Volodymyr Ivanov Valeri Kravchenko Yevhen Lapinsky Vasilijus Matuševas Viktor Mikhalchuk Georgi Mondzolevski Borys Tereshchuk | mannen     | Goud      | groepsfase: 1ste V van Verenigde Staten: 2-3 (15-11, 10-15, 15-10, 10-15, 6-15) W van Brazilië: 3-1 (11-15, 15-2, 15-9, 15-9) W van Bulgarije: 3-0 (15-10, 15-9, 15-10) W van Polen: 3-0 (15-9, 15-10, 15-10) W van DDR: 3-2 (10-15, 15-9, 15-11, 12-15, 15-5) W van Japan: 3-1 (4-15, 15-13, 15-9, 15-13) W van Mexico: 3-1 (15-5, 15-8, 11-15, 15-5) W van België: 3-0 (15-2, 15-3, 15-5) W van Tsjecho-Slowakije: 3-0 (15-7, 15-4, 15-8) |

| Groepsfase |                  |             |             |             |      |      |       |           |           |           |        |
| #          | Land             | Wedstrijden | Wedstrijden | Wedstrijden | Sets | Sets | Sets  | Setpunten | Setpunten | Setpunten | Punten |
| #          | Land             | G           | W           | V           | V    | T    | Saldo | V         | T         | Saldo     | Punten |
| 1          | Sovjet-Unie      | 9           | 8           | 1           | 26   | 8    | +18   | 464       | 326       | +138      | 17     |
| 2          | Japan            | 9           | 7           | 2           | 24   | 6    | +18   | 430       | 253       | +177      | 16     |
| 3          | Tsjechië         | 9           | 7           | 2           | 22   | 15   | +7    | 454       | 412       | +42       | 16     |
| 4          | DDR              | 9           | 6           | 3           | 22   | 12   | +10   | 449       | 373       | +76       | 15     |
| 5          | Polen            | 9           | 6           | 3           | 18   | 11   | +7    | 370       | 281       | +89       | 15     |
| 6          | Bulgarije        | 9           | 4           | 5           | 16   | 17   | -1    | 379       | 385       | -6        | 13     |
| 7          | Verenigde Staten | 9           | 4           | 5           | 15   | 18   | -3    | 383       | 414       | -31       | 13     |
| 8          | België           | 9           | 2           | 7           | 6    | 24   | -18   | 239       | 417       | -186      | 11     |
| 9          | Brazilië         | 9           | 1           | 8           | 8    | 25   | -17   | 352       | 469       | -117      | 10     |
| 10         | Mexico           | 9           | 0           | 9           | 6    | 27   | -19   | 284       | 474       | -190      | 9      |

| Ronde      | Datum       | Plaats           | Land | Score             | Land |
| ---------- | ----------- | ---------------- | ---- | ----------------- | ---- |
| Groepsfase |             |                  |      |                   |      |
| 13 oktober | Mexico-Stad | Verenigde Staten | 3-2  | Sovjet-Unie       |      |
| 16 oktober | Mexico-Stad | Sovjet-Unie      | 3-1  | Brazilië          |      |
| 17 oktober | Mexico-Stad | Sovjet-Unie      | 3-0  | Bulgarije         |      |
| 19 oktober | Mexico-Stad | Sovjet-Unie      | 3-0  | Polen             |      |
| 20 oktober | Mexico-Stad | Sovjet-Unie      | 3-2  | DDR               |      |
| 21 oktober | Mexico-Stad | Sovjet-Unie      | 3-1  | Japan             |      |
| 23 oktober | Mexico-Stad | Sovjet-Unie      | 3-1  | Mexico            |      |
| 24 oktober | Mexico-Stad | Sovjet-Unie      | 3-0  | België            |      |
| 26 oktober | Mexico-Stad | Sovjet-Unie      | 3-0  | Tsjecho-Slowakije |      |

#### Vrouwen
| Olympiër | Discipline | Resultaat | Prestatie |
| --- | ---------- | --------- | --- |
| Lyudmila Buldakova Valentina Kamenek-Vinogradova Inna Ryskal Vera Galuskha-Duyunova Vera Lantratova Galina Leontyeva Lyudmila Mikhailovskaya Tatyana Ponyaneva-Tretyakova Roza Salikhova Tatyana Sarycheva Nina Smoleeva Tatyana Veinberga | vrouwen    | Goud      | groepsfase: 1ste W van Tsjecho-Slowakije: 3-1 (8-15, 15-7, 15-13, 15-7) W van Polen: 3-0 (15-5, 15-11, 15-4) W van Zuid-Korea: 3-0 (15-9, 15-6, 15-2) W van Peru: 3-0 (15-4, 15-9, 15-9) W van Verenigde Staten: 3-1 (15-1, 6-15, 15-4, 15-6) W van Mexico: 3-0 (15-6, 15-10, 15-3) W van Japan: 3-1 (15-10, 16-14, 3-15, 15-9) |

| Groepsfase |                   |             |             |             |      |      |       |           |           |           |        |
| #          | Land              | Wedstrijden | Wedstrijden | Wedstrijden | Sets | Sets | Sets  | Setpunten | Setpunten | Setpunten | Punten |
| #          | Land              | G           | W           | V           | V    | T    | Saldo | V         | T         | Saldo     | Punten |
| 1          | Sovjet-Unie       | 7           | 7           | 0           | 21   | 3    | +18   | 333       | 194       | +139      | 14     |
| 2          | Japan             | 7           | 6           | 1           | 19   | 3    | +16   | 318       | 147       | +171      | 13     |
| 3          | Polen             | 7           | 5           | 2           | 15   | 11   | +4    | 324       | 304       | +20       | 12     |
| 4          | Peru              | 7           | 3           | 4           | 12   | 15   | -3    | 306       | 327       | -21       | 10     |
| 5          | Zuid-Korea        | 7           | 3           | 4           | 11   | 14   | -3    | 276       | 305       | -29       | 10     |
| 6          | Tsjecho-Slowakije | 7           | 3           | 4           | 11   | 15   | -4    | 307       | 307       | 0         | 10     |
| 7          | Mexico            | 7           | 1           | 6           | 7    | 18   | -11   | 215       | 338       | -123      | 8      |
| 8          | Verenigde Staten  | 7           | 0           | 7           | 4    | 21   | -17   | 196       | 353       | -157      | 7      |

| Ronde      | Datum       | Plaats      | Land | Score             | Land |
| ---------- | ----------- | ----------- | ---- | ----------------- | ---- |
| Groepsfase |             |             |      |                   |      |
| 13 oktober | Mexico-Stad | Sovjet-Unie | 3-1  | Tsjecho-Slowakije |      |
| 14 oktober | Mexico-Stad | Sovjet-Unie | 3-0  | Polen             |      |
| 16 oktober | Mexico-Stad | Sovjet-Unie | 3-0  | Zuid-Korea        |      |
| 17 oktober | Mexico-Stad | Sovjet-Unie | 3-0  | Peru              |      |
| 21 oktober | Mexico-Stad | Sovjet-Unie | 3-1  | Verenigde Staten  |      |
| 23 oktober | Mexico-Stad | Sovjet-Unie | 3-0  | Mexico            |      |
| 26 oktober | Mexico-Stad | Sovjet-Unie | 3-1  | Japan             |      |

### Waterpolo
| Olympiër | Discipline | Resultaat | Prestatie |
| --- | ---------- | --------- | --- |
| Vladimir Semyonov Givi Chikvanaia Boris Grisjin Leonid Osipov Aleksei Barkalov Oleg Bovin Aleksandr Dolgushin Yuri Grigorovsky Vadim Gulyaev Aleksandr Shidlovsky Vyacheslav Skok | mannen     | Zilver    | groepsfase: 2de W van Cuba: 11-4 W van Bondsrepubliek Duitsland: 6-3 W van Spanje: 5-0 V van Hongarije: 5-6 W van Verenigde Staten: 8-3 W van Brazilië: 8-2 halve finale: W van Italië: 8-5 finale: V van Joegoslavië: 11-13 |

| Groep A |                          |             |             |             |             |            |            |            |        |
| #       | Land                     | Wedstrijden | Wedstrijden | Wedstrijden | Wedstrijden | Doelpunten | Doelpunten | Doelpunten | Punten |
| #       | Land                     | G           | W           | G           | V           | V          | T          | Saldo      | Punten |
| 1       | Hongarije                | 6           | 6           | 0           | 0           | 39         | 14         | +25        | 12     |
| 2       | Sovjet-Unie              | 6           | 5           | 0           | 1           | 43         | 18         | +25        | 10     |
| 3       | Verenigde Staten         | 6           | 3           | 1           | 2           | 37         | 36         | +1         | 7      |
| 4       | Cuba                     | 6           | 3           | 1           | 2           | 31         | 35         | −4         | 7      |
| 5       | Bondsrepubliek Duitsland | 6           | 2           | 0           | 4           | 33         | 34         | −1         | 4      |
| 6       | Spanje                   | 6           | 0           | 1           | 5           | 20         | 37         | −17        | 1      |
| 7       | Brazilië                 | 6           | 0           | 1           | 5           | 22         | 51         | −29        | 1      |

| Ronde        | Datum       | Plaats      | Land  | Score                    | Land |
| ------------ | ----------- | ----------- | ----- | ------------------------ | ---- |
| Groepsfase   |             |             |       |                          |      |
| 14 oktober   | Mexico-Stad | Sovjet-Unie | 11-4  | Cuba                     |      |
| 17 oktober   | Mexico-Stad | Sovjet-Unie | 6-3   | Bondsrepubliek Duitsland |      |
| 19 oktober   | Mexico-Stad | Sovjet-Unie | 5-0   | Spanje                   |      |
| 20 oktober   | Mexico-Stad | Hongarije   | 6-5   | Sovjet-Unie              |      |
| 21 oktober   | Mexico-Stad | Sovjet-Unie | 8-3   | Verenigde Staten         |      |
| 22 oktober   | Mexico-Stad | Sovjet-Unie | 8-2   | Brazilië                 |      |
| Halve finale |             |             |       |                          |      |
| 24 oktober   | Mexico-Stad | Sovjet-Unie | 8-5   | Italië                   |      |
| Finale       |             |             |       |                          |      |
| 25 oktober   | Mexico-Stad | Joegoslavië | 13-11 | Sovjet-Unie              |      |

### Wielersport
| Olympiër                                                                           | Discipline               | Resultaat | Prestatie |
| Baan                                                                               | Baan                     | Baan      | Baan |
| ---------------------------------------------------------------------------------- | ------------------------ | --------- | --- |
| Serhiy Kravtsov                                                                    | sprint (m)               | 11e       | 1ste ronde serie 16: 2de herkansingen: W van CUB Marcelo Vázquez: 11,56 2de ronde serie 6: 3de herkansingen: 1ste in 10,87 3de ronde serie 2: 2de herkansingen: 3de                                                 |
| Omar Pkhak'adze                                                                    | sprint (m)               | 4e        | 1ste ronde serie 4: 1ste in 11,30 2de ronde serie 4: 1ste in 11,26 3de ronde serie 4: 1ste in 10,94 kwartfinale: W van ITA Verzini: 2-1 halve finale: V van FRA Morelon: 1-2 bronzen finale: V van FRA Trentin: 1-2 |
| Serhiy Kravtsov                                                                    | tijdrit (m)              | 8e        | 1.05,21 |
| Imants Bodnieks Igor Tselovalnikov                                                 | tandem (m)               | 5e        | 1ste ronde: V van TCH Jelínek/Kučírek herkansingen: 1ste in 10,33 kwartfinale: V van ITA Borghetti/Gorini: 0-2 |
| Viktor Bykov Mikhail Kolyushev Vladimir Kuznetsov Dzintars Lācis Stanislav Moskvin | ploegenachtervolging (m) | 5e        | kwalificatie: 2de in 4.19,29 kwartfinale: W van Frankrijk: 4.26,63 halve finale: V van Denemarken: 4.20,39 bronzen finale: V van Italië: 4.33,39                                                                    |
| Weg                                                                                |                          |           | |
| Yury Dmitriyev                                                                     | wegwedstrijd (m)         | 32e       | 4:47.57 |
| Vladislav Nelyubin                                                                 | wegwedstrijd (m)         | DNF       | niet gefinisht |
| Anatoliy Starkov                                                                   | wegwedstrijd (m)         | DNF       | niet gefinisht |
| Valery Yardy                                                                       | wegwedstrijd (m)         | 17e       | 4:44.15 |
| Yury Dmitriyev Aleksandr Dokhlyakov Boris Shukhov Valery Yardy                     | ploegentijdrit (m)       | 9e        | 2:15.39,58 |

### Worstelen
| Olympiër           | Discipline  | Resultaat   | Prestatie |
| Vrije stijl        | Vrije stijl | Vrije stijl | Vrije stijl |
| ------------------ | ----------- | ----------- | --- |
| Nazar Albaryan     | -52kg (m)   | 4e          | 1ste ronde: W van ROU Stoiciu: beslissing 2de ronde: W van AUS Kinsela: superioriteit 3de ronde: W van BUL Baev: beslissing 4de ronde: V van KOR Oh: beslissing 5de ronde: W van ITA Grassi: beslissing                                                                 |
| Ali Aliyev         | -57kg (m)   | 4e          | 1ste ronde: W van MEX López: gediskwalificeerd 2de ronde: W van ROU Cristea: beslissing 3de ronde: W van FIN Alanen: superioriteit 4de ronde: G van JPN Uetake 5de ronde: vrij 6de ronde: G van IRI Talebi 7de ronde: V van USA Behm: beslissing                        |
| Yelkan Tedeyev     | -63kg (m)   | 6e          | 1ste ronde: W van AFG Ebrahimi: beslissing 2de ronde: W van POL Godyń: val 3de ronde: G van TUR Akdağ 4de ronde: V van IRI Seyyed Abbasi: beslissing |
| Zarbeg Beriashvili | -70kg (m)   | 5e          | 1ste ronde: G van USA Wells 2de ronde: G van BUL Valchev 3de ronde: W van ROU Enache: val 4de ronde: W van JPN Horiuchi: beslissing 5de ronde: W van MGL Sereeter: beslissing                                                                                           |
| Yury Shakhmuradov  | -78kg (m)   | 6e          | 1ste ronde: W van IND Singh: val 2de ronde: W van CAN Heffel: superioriteit 3de ronde: W van BUL Sotirov: beslissing 4de ronde: V van FRA Robin: gediskwalificeerd 5de ronde: G van JPN Sasaki                                                                          |
| Boris Gurevich     | -87kg (m)   | Goud        | 1ste ronde: W van BAH Nihon: val 2de ronde: W van POL Wypiorczyk: val 3de ronde: W van GBR Grinstead: superioriteit 4de ronde: W van CUB Lara: val 5de ronde: vrij 6de ronde: G van MGL Mönkhbat 7de ronde: G van BUL Gardzhev                                          |
| Shota Lomidze      | -97kg (m)   | Zilver      | 1ste ronde: W van FRG Kiehl: superioriteit 2de ronde: W van HUN Csatári:beslissing 3de ronde: W van IRI Eskandar-Filabi: beslissing 4de ronde: vrij 5de ronde: G van BUL Mustafov 6de ronde: W van HUN Csatári: beslissing 7de ronde: vrij 8ste ronde: G van TUR Ayık   |
| Aliaksandr Miadved | +97kg (m)   | Goud        | 1ste ronde: W van TUR Yılmaz: val 2de ronde: W van JPN Isogai: val 3de ronde: W van BUL Duraliev: beslissing 4de ronde: W van USA Kristoff: gediskwalificeerd 5de ronde: W van FRG Dietrich: val                                                                        |
| Grieks-Romeins     |             |             | |
| Vladimir Bakulin   | -52kg (m)   | Zilver      | 1ste ronde: W van USA Tamble: beslissing 2de ronde: vrij 3de ronde: W van SYR Charour: gediskwalificeerd 4de ronde: W van TUR Çıkmaz: beslissing 5de ronde: V van BUL Kirov: beslissing 6de ronde: W van HUN Alker: beslissing                                          |
| Ivan Kochergin     | -57kg (m)   | Brons       | 1ste ronde: W van FRG Stangle: val 2de ronde: V van HUN Varga: beslissing 3de ronde: W van YUG Čović: beslissing 4de ronde: W van BEL Spaenhoven: beslissing 5de ronde: W van RAU El-Sayed: val 6de ronde: G van GRE Moschidis                                          |
| Roman Rurua        | -63kg (m)   | Goud        | 1ste ronde: W van IRQ Al-Karaghouli: val 2de ronde: W van USA Hazewinkel: val 3de ronde: W van YUG Damjanović: val 4de ronde: W van GDR Schneider: val 5de ronde: W van TUR Alakoç: beslissing 6de ronde: W van BUL Galinchev: beslissing 7de ronde: G van JPN Fujimoto |
| Gennady Sapunov    | -70kg (m)   | 6e          | 1ste ronde: W van SWE Karlsson: val 2de ronde: W van YUG Horvat: beslissing 3de ronde: V van GDR Pohl: beslissing 4de ronde: W van TCH Mácha: beslissing 5de ronde: V van GRE Galaktopoulos: beslissing                                                                 |
| Viktor Igumenov    | -78kg (m)   | 10e         | 1ste ronde: W van BUL Zarev: beslissing 2de ronde: W van ROU Țăranu: beslissing 3de ronde: V van NOR Barlie: val |
| Valentin Olenik    | -87kg (m)   | Zilver      | 1ste ronde: W van ARG Graffigna: val 2de ronde: W van TCH Kormaník: beslissing 3de ronde: W van POL Kwieciński: beslissing 4de ronde: G van BUL Krumov 5de ronde: W van USA Baughmann: val 6de ronde: G van YUG Simić                                                   |
| Nikolay Yakovenko  | -97kg (m)   | Zilver      | 1ste ronde: W van POL Orłowski: beslissing 2de ronde: W van CAN Millard: val 3de ronde: W van JPN Nagao: val 4de ronde: vrij 5de ronde: G van BUL Radev 6de ronde: W van ROU Martinescu: beslissing                                                                     |
| Anatoly Roshchin   | +97kg (m)   | Zilver      | 1ste ronde: W van BUL Petrov: val 2de ronde: W van FRG Bock: beslissing 3de ronde: W van USA Roop: val 4de ronde: W van POL Wojda: val 5de ronde: G van HUN Kozma |

### Zeilen
| Olympiër                                                       | Discipline      | Resultaat | Prestatie                              |
| -------------------------------------------------------------- | --------------- | --------- | -------------------------------------- |
| Valentin Mankin                                                | finn            | Goud      | 11,7 punten: (3-5-1-1-2-2-1)           |
| Victor Pilchin Lev Rvalov                                      | flying dutchman | 15e       | 108,7 punten: (4-6-12-23-18-23-12)     |
| Timir Pinegin Fyodor Shutkov                                   | star klasse     | 16e       | 117,0 punten: (11-10-16-14-10-DNF-DNF) |
| Valery Afanasyev Yury Anisimov Valery Ruzhnikov                | drakenklasse    | 11e       | 96,0 punten: (12-7-4-13-14-DNF-12)     |
| Konstantin Alexandrov Vladimir Aleksandrov Konstantin Melgunov | 5,5m klasse     | 9e        | 77,7 punten: (13-6-11-5-7-7-7)         |

### Zwemmen
| Olympiër                                                                               | Discipline            | Resultaat | Prestatie                                                                    |
| -------------------------------------------------------------------------------------- | --------------------- | --------- | ---------------------------------------------------------------------------- |
| Sergey Gusev                                                                           | 100m vrije slag (m)   | 17e       | 'serie 6: 1ste in 54,8 halve finale 1: 5de in 55,2                           |
| Leonid Ilyichov                                                                        | 100m vrije slag (m)   | 5e        | serie 3: 1ste in 54,9 halve finale 1: 1ste in 53,8 finale: 5de in 53,8       |
| Georgijs Kuļikovs                                                                      | 100m vrije slag (m)   | 6e        | serie 7: 1ste in 54,3 halve finale 1: 3de in 54,1 finale: 6de in 53,8        |
| Semyon Belits-Geyman                                                                   | 200m vrije slag (m)   | 7e        | 'serie 5: 2de in 2.01,2 finale: 7de in 2.01,5                                |
| Leonid Ilyichov                                                                        | 200m vrije slag (m)   | 9e        | serie 6: 2de in 2.01,3                                                       |
| Georgijs Kuļikovs                                                                      | 200m vrije slag (m)   | 39e       | serie 4: 6de in 2.08,3                                                       |
| Akhmed Anarbayev                                                                       | 400m vrije slag (m)   | 25e       | 'serie 4: 3de in 4.35,1                                                      |
| Semyon Belits-Geyman                                                                   | 400m vrije slag (m)   | 9e        | serie 2: 2de in 4.22,7                                                       |
| Semyon Belits-Geyman                                                                   | 1500m vrije slag (m)  | DNS       | 'serie 2: niet gestart                                                       |
| Vladimir Bure                                                                          | 1500m vrije slag (m)  | 17e       | serie 1: 5de in 18.14,7                                                      |
| Yury Gromak                                                                            | 100m rugslag (m)      | 10e       | 'serie 5: 1ste in 1.03,2 halve finale 1: 4de in 1.02,4                       |
| Viktor Mazanov                                                                         | 100m rugslag (m)      | 12e       | serie 3: 2de in 1.03,1 halve finale 2: 8ste in 1.02,5                        |
| Yevgeny Spiridonov                                                                     | 100m rugslag (m)      | 20e       | serie 2: 4de in 1.04,2                                                       |
| Leonid Dobroskokin                                                                     | 200m rugslag (m)      | 6e        | 'serie 4: 1ste in 2.16,1 finale: 6de in 2.15,4                               |
| Vladimir Kosinsky                                                                      | 100m schoolslag (m)   | Zilver    | 'serie 2: 2de in 2.10,0 halve finale 2: 1ste in 1.07,9 finale: 2de in 1.08,0 |
| Yevgeny Mikhaylov                                                                      | 100m schoolslag (m)   | 5e        | serie 5: 2de in 1.09,3 halve finale 2: 4de in 1.08,8 finale: 5de in 1.08,4   |
| Nikolay Pankin                                                                         | 100m schoolslag (m)   | Brons     | serie 1: 1ste in 1.08,9 halve finale 1: 1ste in 1.08,1 finale: 3de in 1.08,0 |
| Vladimir Kosinsky                                                                      | 200m schoolslag (m)   | Zilver    | 'serie 3: 1ste in 2.31,9 finale: 2de in 2.29,2                               |
| Yevgeny Mikhaylov                                                                      | 200m schoolslag (m)   | 5e        | serie 5: 2de in 2.32,8 finale: 5de in 2.32,8                                 |
| Nikolay Pankin                                                                         | 200m schoolslag (m)   | 4e        | serie 4: 2de in 2.33,1 finale: 4de in 2.30,3                                 |
| Sergey Konov                                                                           | 100m vlinderslag (m)  | 26e       | 'serie 2: 4de in 1.00,8                                                      |
| Vladimir Nemshilov                                                                     | 100m vlinderslag (m)  | 4e        | serie 1: 2de in 59,1 halve finale 2: 2de in 59,0 finale: 4de in 58,1         |
| Yury Suzdaltsev                                                                        | 100m vlinderslag (m)  | 6e        | serie 3: 2de in 59,3 halve finale 3: 3de in 58,9 finale: 6de in 58,8         |
| Sergey Konov                                                                           | 200m vlinderslag (m)  | 12e       | 'serie 2: 4de in 2.13,1                                                      |
| Valentin Kuzmin                                                                        | 200m vlinderslag (m)  | 4e        | serie 5: 3de in 2.11,5 finale: 4de in 2.10,6                                 |
| Viktor Sharygin                                                                        | 200m vlinderslag (m)  | 7e        | serie 5: 1ste in 2.10,9 finale: 7de in 2.11,9                                |
| Andrey Dunayev                                                                         | 200m wisselslag (m)   | 31e       | 'serie 1: 6de in 2.25,9                                                      |
| Vladimir Kravchenko                                                                    | 200m wisselslag (m)   | 13e       | serie 4: 1ste in 2.18,6                                                      |
| Andrey Dunayev                                                                         | 400m wisselslag (m)   | 7e        | 'serie 1: 1ste in 5.01,9 finale: 7de in 5.00,3                               |
| Vladimir Kravchenko                                                                    | 400m wisselslag (m)   | 14e       | serie 2: 4de in 5.08,7                                                       |
| Semyon Belits-Geiman Sergey Gusev Leonid Ilyichov Georgijs Kuļikovs Viktor Mazanov     | 4x100m vrije slag (m) | Zilver    | 'serie 1: 1ste in 3.37,8 finale: 2de in 3.34,2                               |
| Vladimir Bure Semyon Belits-Geiman Georgi Kulikov Leonid Ilyichov                      | 4x200m vrije slag (m) | Brons     | 'serie 3: 1ste in 8.07,6 finale: 3de in 8.01,6                               |
| Yuri Gromak Leonid Ilyichov Vladimir Kosinsky Vladimir Nemshilov                       | 4x100m wisselslag (m) | Brons     | 'serie 1: 2de in 4.04,8 finale: 3de in 4.00,7                                |
|                                                                                        |                       |           |                                                                              |
| Zoya Dus                                                                               | 100m vrije slag (v)   | 26e       | 'serie 7: 4de in 1.04,2                                                      |
| Lidiya Grebets                                                                         | 100m vrije slag (v)   | 19e       | serie 7: 2de in 1.03,3 halve finale 2: 6de in 1.03,3                         |
| Nataliya Ustinova                                                                      | 100m vrije slag (v)   | 24e       | serie 2: 2de in 1.03,8 halve finale 2: 8ste in 1.05,0                        |
| Tamara Sosnova                                                                         | 200m vrije slag (v)   | 25e       | 'serie 5: 4de in 2.23,5                                                      |
| Tina Lek'veishvili                                                                     | 100m rugslag (v)      | 14e       | 'serie 5: 2de in 1.11,3 halve finale 1: 8ste in 1.11,0                       |
| Tatyana Savelyeva                                                                      | 100m rugslag (v)      | 17e       | serie 4: 2de in 1.11,7                                                       |
| Tina Lek'veishvili                                                                     | 200m rugslag (v)      | 23e       | 'serie 1: 6de in 2.40,5                                                      |
| Tatyana Savelyeva                                                                      | 200m rugslag (v)      | 12e       | serie 2: 2de in 2.35,5                                                       |
| Svetlana Babanina                                                                      | 100m schoolslag (v)   | 7e        | 'serie 4: 3de in 1.20,2 halve finale 2: 5de in 1.18,3 finale: 7de in 1.17,2  |
| Alla Grebennikova                                                                      | 100m schoolslag (v)   | 10e       | serie 2: 2de in 1.19,3 halve finale 1: 5de in 1.18,6                         |
| Galina Prozumenshchikova                                                               | 100m schoolslag (v)   | Zilver    | serie 4: 2de in 1.18,6 halve finale 1: 3de in 1.17,5 finale: 2de in 1.15,9   |
| Svetlana Babanina                                                                      | 200m schoolslag (v)   | 6e        | 'serie 3: 1ste in 2.49,8 finale: 6de in 2.48,4                               |
| Alla Grebennikova                                                                      | 200m schoolslag (v)   | 4e        | serie 5: 2de in 2.49,8 finale: 4de in 2.47,1                                 |
| Galina Prozumenshchikova                                                               | 200m schoolslag (v)   | Brons     | serie 4: 2de in 2.47,8 finale: 3de in 2.47,0                                 |
| Tatyana Devyatova                                                                      | 100m vlinderslag (v)  | 10e       | 'serie 2: 4de in 1.08,4                                                      |
| Tatyana Devyatova                                                                      | 100m vlinderslag (v)  | 9e        | 'serie 4: 3de in 2.34,7                                                      |
| Larisa Zakharova                                                                       | 200m wisselslag (v)   | 7e        | 'serie 4: 2de in 2.34,6 finale: 7de in 2.37,0                                |
| Larisa Zakharova                                                                       | 400m wisselslag (v)   | 11e       | 'serie 1: 2de in 5.38,6                                                      |
| Zoya Dus Lidiya Grebets Tamara Sosnova Nataliya Ustinova                               | 4x100m vrije slag (v) | 10e       | 'serie 1: 3de in 4.17,1                                                      |
| Tatyana Devyatova Alla Grebennikova Lidiya Grebets Tina Lek'veishvili Larisa Zakharova | 4x100m wisselslag (v) | 4e        | 'serie 1: 3de in 4.39,5 finale: 4de in 4.37,0                                |

Afghanistan · Algerije · Amerikaanse Maagdeneilanden · Argentinië · Australië · Bahama's · Barbados · België · Bermuda · Birma · Bolivia · Bondsrepubliek Duitsland · Brazilië · Brits-Honduras · Bulgarije · Canada · Centraal-Afrikaanse Republiek · Ceylon · Chili · Colombia · Congo-Kinshasa · Costa Rica · Cuba · Denemarken · Dominicaanse Republiek · Duitse Democratische Republiek · Ecuador · El Salvador · Ethiopië · Fiji · Filipijnen · Finland · Frankrijk · Ghana · Griekenland · Groot-Brittannië · Guatemala · Guinee · Guyana · Honduras · Hongarije · Hongkong · Ierland · IJsland · India · Indonesië · Irak · Iran · Israël · Italië · Ivoorkust · Jamaica · Japan · Joegoslavië · Kameroen · Kenia · Koeweit · Libanon · Libië · Liechtenstein · Luxemburg · Madagaskar · Maleisië · Mali · Malta · Marokko · Mexico · Monaco · Mongolië · Nederland · Nederlandse Antillen · Nicaragua · Nieuw-Zeeland · Niger · Nigeria · Noorwegen · Oeganda · Oostenrijk · Pakistan · Panama · Paraguay · Peru · Polen · Portugal · Puerto Rico · Roemenië · San Marino · Senegal · Sierra Leone · Singapore · Soedan · Sovjet-Unie · Spanje · Suriname · Syrië · Taiwan · Tanzania · Thailand · Trinidad en Tobago · Tunesië · Turkije · Tsjaad · Tsjecho-Slowakije · Uruguay · Venezuela · Verenigde Arabische Republiek · Verenigde Staten · Vietnam · Zambia · Zuid-Korea · Zweden · Zwitserland